# وینچنزو تراسپدینی
وینچنزو تراسپدینی (انگلیسی: Vincenzo Traspedini; ۲۷ دسامبر ۱۹۳۹ – ۱۴ آوریل ۲۰۰۳) بازیکن فوتبال اهل ایتالیا بود.
از باشگاه‌هایی که در آن بازی کرده‌است می‌توان به باشگاه فوتبال هلاس ورونا، باشگاه فوتبال تورینو، باشگاه فوتبال یوونتوس، باشگاه فوتبال فوجا، باشگاه فوتبال مونتسا، باشگاه فوتبال آتالانتا، باشگاه فوتبال جنوآ، باشگاه فوتبال یو. اس. پرگولیتزه، و باشگاه فوتبال وارزه اشاره کرد.